# Kopiergeräteabgabe
Die Kopiergeräteabgabe (auch Urheberrechtsabgabe oder Betreiberabgabe für Fotokopiergeräte) ist eine Pauschalabgabe für die Nutzung von Kopiergeräten in Deutschland. Diese Abgabe ist in § 54c Urheberrechtsgesetz geregelt und wird von der Verwertungsgesellschaft Wort mit Sitz in München eingezogen.
Die Höhe der Abgabe wird von der Geschwindigkeit und der Lage der jeweiligen Kopiergeräte errechnet. Für einen Copyshop in Hochschulnähe ist diese Abgabe höher als bei weiter entfernten Standorten. Des Weiteren ist die Abgabehöhe der Fotokopierer von der Geschwindigkeit dieser Maschinen abhängig, das heißt, je schneller, desto höhere Jahresbeträge.
Die Einnahmen dieser jährlichen Abgaben werden den Autoren und Verlagen (Rechteinhaber) als Tantiemen bereitgestellt und sollen die durch das Fotokopieren urheberrechtlich geschützter Werke entgangenen Erlöse kompensieren. Die Höhe der Abgabe betrug im Jahr 2008 rund 65 Millionen Euro.